# Dardanelles
À ne pas confondre avec la ville américaine de Dardanelle.
Les Dardanelles ou détroit des Dardanelles (en turc : Çanakkale Boğazı, de Çanakkale, litt. « castel aux poteries ») sont un passage maritime de la mer de Marmara reliant cette dernière à la mer Égée.
Originellement, les termes de « Dardanelles » (et d'« Hellespont ») désignaient les régions situées de part et d'autre du détroit. Par extension, le mot désigne aujourd'hui le détroit lui-même.
La possession de ce détroit, comme celle du Bosphore, permet le contrôle des liaisons maritimes entre la mer Méditerranée et la mer Noire.

## Description
Le détroit est long de 61 km, mais large de seulement 1,2 à 6 km, avec une profondeur maximale de 103 m pour une moyenne de 55 m.
Le détroit est parcouru par un courant de surface depuis la mer de Marmara vers la mer Égée, et par un courant de fond d’eau de plus forte salinité en sens contraire. La salinité des eaux de surface de la mer Noire est en effet voisine de 18 à 18,5 g/kg, alors que la salinité de la mer Égée, en raison d'une évaporation intense et de l'insuffisance des alimentations, reste comprise entre 35 et 39 g/kg.
Comme le Bosphore, il sépare l’Europe (ici la péninsule de Gallipoli) de l’Asie.
Le pont suspendu Çanakkale 1915, le plus long du monde avec une portée de 2 023 m, permet de franchir le détroit depuis le 18 mars 2022.

## Origine du nom
Les anciens Grecs désignaient le détroit sous le nom d'« Hellespont » (en grec ancien Ἑλλήσποντος / Hellếspontos, c'est-à-dire mer d'Hellé). Ce nom est lié à la légende de Phrixos et Hellé. Leur père, Athamas, était sur le point de sacrifier Phrixos sur le mont Laphystion, quand il en fut empêché par Hermès qui, répondant aux prières de Néphélé, leur mère, envoya le grand bélier à la Toison d'or, Chrysomallos. Phrixos grimpa sur son dos et sa sœur, qui craignait d'être la prochaine victime désignée, prit place derrière lui. Le bélier s'éleva dans les airs et se dirigea vers la Colchide, à l'est. Mais Hellé, atteinte de vertige, finit par lâcher prise et tomba dans le détroit qui fut nommé en son honneur. Phrixos atteignit la Colchide et sacrifia le bélier à Zeus. La toison d'or du bélier devint célèbre et sa recherche fit l'objet, une génération plus tard, de l'expédition des Argonautes.
Dans son Enquête (en grec ancien Ἱστορίαι / Historíai), écrite au Ve siècle av. J.-C., Hérodote décrit les dimensions de l'Hellespont en comparaison avec celles du Bosphore, du Pont-Euxin (la mer Noire) et de la Propontide (la mer de Marmara) :
« […] le Pont-Euxin est, de toutes les mers, celle qui mérite le plus notre admiration. Elle a onze mille cent stades de longueur [1 stade = 177,60 m], sur trois mille trois cents de largeur à l'endroit où elle est le plus large. L'embouchure de cette mer a quatre stades de large sur environ six vingts stades de long. Ce col, ou détroit, s'appelle Bosphore. C'était là où l'on avait jeté le pont. Le Bosphore s'étend jusqu'à la Propontide. Quant à la Propontide, elle a cinq cents stades de largeur sur quatorze cents de longueur, et se jette dans l'Hellespont, qui, dans l'endroit où il est le moins large, n'a que sept stades de largeur sur quatre cents de longueur. L'Hellespont communique à une mer d'une vaste étendue, qu'on appelle la mer Égée. »
— (IV, 85)
« On a mesuré ces mers de la manière suivante : dans les longs jours, un vaisseau fait en tout environ soixante et dix mille orgyies de chemin, et soixante mille par nuit. Or, de l'embouchure du Pont-Euxin au Phase, qui est sa plus grande longueur, il y a neuf jours et huit nuits de navigation : cela fait onze cent dix mille orgyies c'est-à-dire onze mille cent stades. De la Sindigne à Thémiscyre, sur le Thermodon, où le Pont-Euxin est le plus large, on compte trois jours et deux nuits de navigation, qui font trois cent trente mille orgyies, ou trois mille trois cents stades. C'est ainsi que j'ai pris les dimensions du Pont-Euxin, du Bosphore et de l'Hellespont ; et ces mers sont naturellement telles que je les ai représentées. Le Palus-Maeotis se jette dans le Pont-Euxin ; il n'est guère moins grand que cette mer, et on l'appelle la mer du Pont. »
— (IV, 86)
Ce sont les Vénitiens et les Génois qui, au XIe siècle, désignèrent le détroit du nom des dardanelli (pluriel), en référence aux « Anciennes Dardanelles », nom donné aux deux villes antiques de Sestos et d'Abydos, qui se dressaient sur les deux rives, à l'endroit le plus resserré (1 300 m) du détroit, proche de la ville côtière de Dardanos en Troade, dont le nom venait, selon Homère, d'une peuplade autochtone appelée Dardanes (les « Nouvelles Dardanelles » étant constituées des villes ottomanes de Çanakkale et de Kilitbahir). Les Dardanes eux-mêmes, toujours selon Homère, étaient censés descendre de l'ancêtre Dardanos, fondateur de la dynastie des rois troyens.

## Histoire

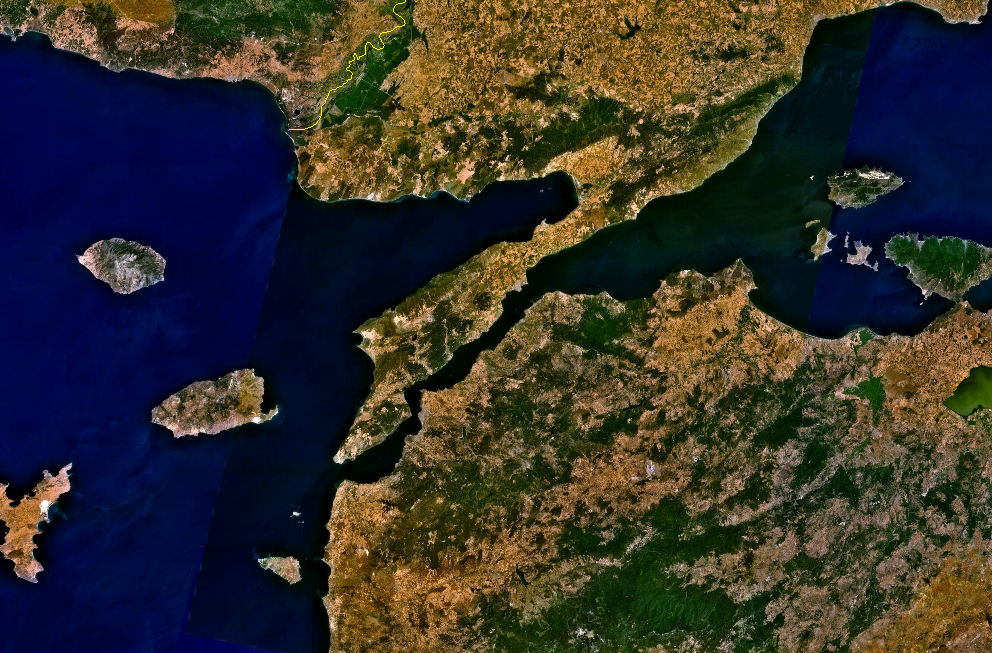
Image satellite de la zone du détroit des Dardanelles.

Les Grecs colonisèrent les rivages du détroit dès le VIIe siècle av. J.-C.
En 481 av. J.-C., Xerxès Ier, roi de Perse, fit relier les rives du détroit par un pont de bateaux (it) pour permettre à son armée d'envahir la Grèce (une première tentative, qui s'était soldée par un échec, l'avait d'ailleurs conduit à faire fouetter la mer (it) pour la punir…). Ce pont de bateaux fut jeté depuis la ville d'Abydos, en un point où le détroit se réduit à 7 stades (environ 1 200 mètres). La construction nécessita l'utilisation de 674 bateaux maintenus ensemble par des cordes et formant deux bras obliques de 314 et 360 navires.
Plus tard dans l'Antiquité, la région fut le théâtre de deux campagnes navales : en -411/-410, s'y déroulèrent les batailles de Cynosséma, d'Abydos et de Cyzique ; tandis qu'en -405, eut lieu la bataille d'Aigos Potamos.
Pendant la Première Guerre mondiale (1915), elle fut l'objet d'une bataille appelée bataille des Dardanelles. Elle opposa les troupes de la Triple-Entente, qui débarquèrent pour attaquer la Triple-Alliance, dite « Triplice », du côté de l’Empire ottoman et de la Bulgarie, alliés de l’Empire allemand.
Le 26 février 2022, à la suite de l'invasion russe de l'Ukraine, la Turquie interdit le passage de navires militaires de la Marine russe dans le Bosphore et dans les Dardanelles.

## Statut juridique actuel

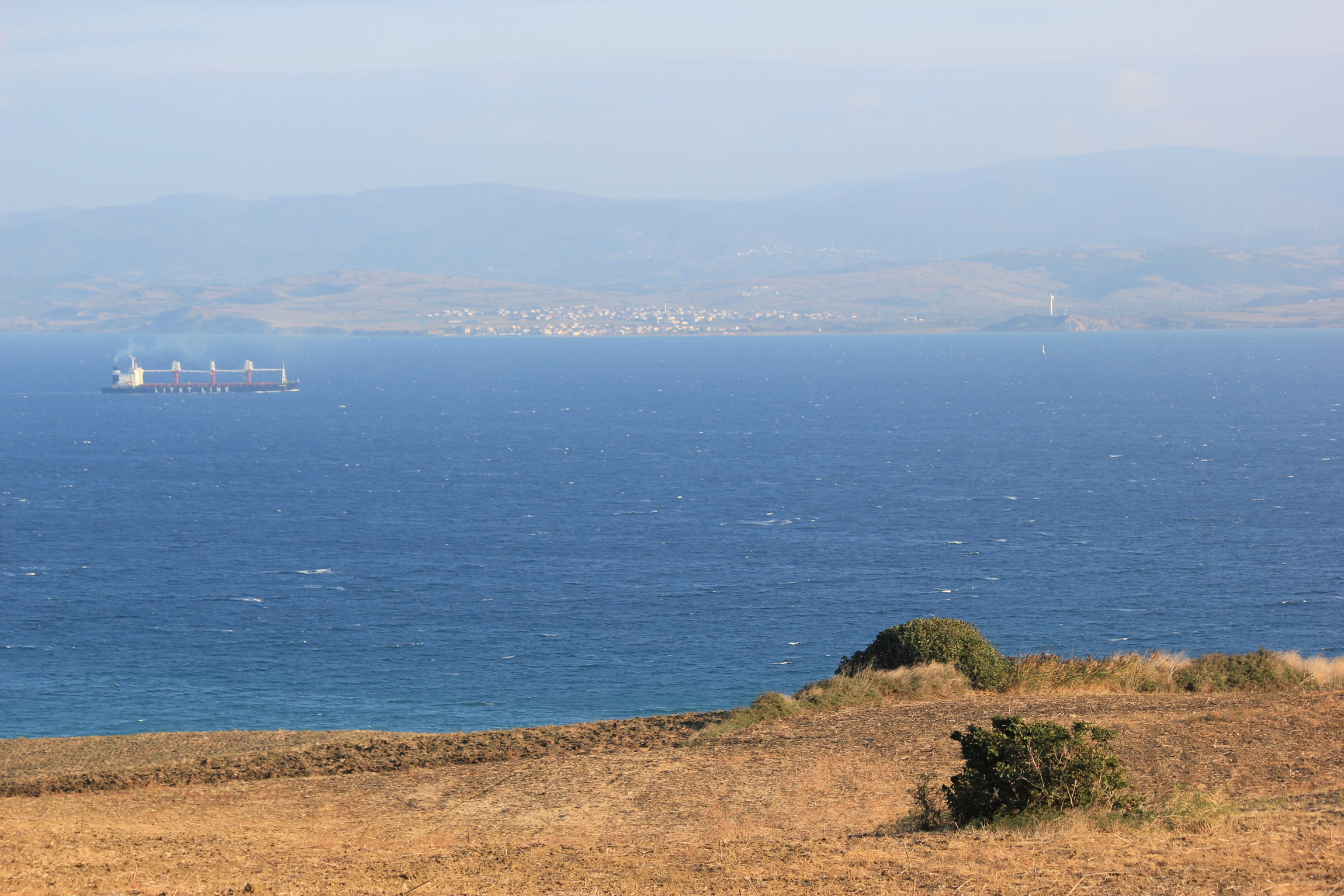
Vue de l'Asie et des Dardanelles prise depuis les environs de Gallipoli (Europe).

Le statut international du détroit est régi par la convention de Montreux du 20 juillet 1936 sur le régime des détroits turcs. Ce traité, dont la France est dépositaire, octroie à la Turquie le contrôle des détroits du Bosphore et des Dardanelles,.
Ces détroits sont considérés comme des eaux internationales pour les navires de commerce, et la Turquie n'a pas le droit de restreindre leur usage en temps de paix. Les autorités maritimes turques peuvent inspecter les navires pour des raisons sanitaires ou de sécurité, imposer des droits de passage, mais n'ont pas le droit de leur interdire le franchissement du détroit. En temps de guerre, la Turquie peut restreindre l'accès au détroit.